# JaKeenan Gant
JaKeenan Gant (Savannah, Georgia, 6 de mayo de 1996) es un baloncestista estadounidense que pertenece a la plantilla del Esenler Erokspor de la Basketbol Süper Ligi turca. Con 2,03 metros de estatura, juega en la posición de ala-pívot.

## Trayectoria deportiva

### Universidad
Jugó dos temporadas con los Tigers de la Universidad de Misuri, en las que promedió 5,0 puntos y 3,1 rebotes por partido, siendo suspendido en dos ocasiones por su universidad, la primera en su año freshman, después de que él y su compañero de primer año D'Angelo Allen fueron arrestados bajo sospecha de asalto en tercer grado, y la segunda en su temporada sophomore, después de que él y su compañero de equipo Russell Woods fueron citados por posesión de parafernalia de drogas. Después de la temporada, Gant anunció que dejaría el programa para mudarse más cerca de su hogar después de que a su madre le diagnosticaron un problema de salud no revelado.
Fue transferido a los Ragin' Cajuns de la Universidad de Luisiana en Lafayette, donde, tras pasar el año en blanco que impone la NCAA por la transferencia, en su primera temporada fue elegido debutante del año, jugador defensivo del año e incluido en el tercer mejor quinteto de la Sun Belt Conference, tras promediar 13,7 puntos, 5,8 rebotes y liderar la conferencia con 2,6 tapones por partido. En su segunda temporada mejoró sus números hasta los 23,1 puntos y 9,2 rebotes por encuentro,v siendo nuevamente elegido defensor del año e incluido en el mejor quinteto de la conferencia.

### Profesional
Tras no ser elegido en el draft de la NBA de 2019, firmó por los Indiana Pacers, con los que disputó las Ligas de Verano de la NBA, jugando cuatro partidos en los que promedió 2,7 puntos y 2,5 rebotes. tras ser despedido en octubre, fue asignado a su filial en la G League, los Fort Wayne Mad Ants. Allí jugó una temporada en la que promedió 8,0 puntos y 3,7 rebotes por partido.
El 16 de junio de 2020 firmó con los Ulsan Mobis Phoebus de la Korean Basketball League (KBL).
El 16 de julio de 2023 firmó con Hapoel Be'er Sheva de la Ligat ha'Al israelí.
El 14 de julio de 2025 fichó por el Esenler Erokspor de la Basketbol Süper Ligi turca.